# Кюньо, Жан
Жан Кюньо (фр. Jean Cugnot) — французский велогонщик, Олимпийский чемпион 1924 года.
В 1923 году Жан Кюньо выиграл спринтерскую гонку Парижского Гран-при среди любителей.
В 1924 году принял участие в двух гонках на Олимпийских играх 1924 года, проходивших в Париже, где завоевал бронзовую медаль в спринте, а также золотую награду и звание Олимпийского чемпиона в тандемной гонке в паре с Люсьеном Шури.
23 июня 1933 года во время гонки на Велодроме де Венсенн Жан Кюньо разбился и спустя несколько дней скончался от последствий перелома черепа. Его смерть стала поводом для Французской Федерации велоспорта ввести обязательным использование шлема во время гонок.